# Santa María Zolotepec
Santa María Zolotepec är en ort i Mexiko.   Den ligger i kommunen Xonacatlán och delstaten Mexiko, i den sydöstra delen av landet, 40 km väster om huvudstaden Mexico City. Santa María Zolotepec ligger 2 636 meter över havet och antalet invånare är 9 857.
Terrängen runt Santa María Zolotepec är kuperad åt nordost, men åt sydväst är den platt. Runt Santa María Zolotepec är det tätbefolkat, med 570 invånare per kvadratkilometer. Närmaste större samhälle är Huixquilucan, 16,3 km öster om Santa María Zolotepec. I omgivningarna runt Santa María Zolotepec växer huvudsakligen savannskog.